# مجتمع مسکونی سیمان
مجتمع مسکونی سیمان، روستایی است از توابع بخش میان‌دورود شهرستان ساری در استان مازندران ایران.

## جمعیت
این روستا در دهستان کوهدشت قرار داشته و براساس آخرین سرشماری مرکز آمار ایران که در سال ۱۳۸۵ صورت گرفته، جمعیت آن ۳۶نفر (۱۰خانوار) بوده‌است.